# 弗朗齐歇克·格雷戈尔
弗朗齐歇克·格雷戈尔（1938年12月8日—2013年3月10日），斯洛伐克男子冰球运动员。他曾代表捷克斯洛伐克国家队参加1964年冬季奥林匹克运动会冰球比赛，获得一枚铜牌。